# 赖谢瑙
赖谢瑙是德国巴登-符腾堡州的一个市镇。总面积12.72平方公里，总人口5179人，其中男性2579人，女性2600人（2011年12月31日），人口密度407人/平方公里。